# Coddu Vecchiu
Grob velikanov Coddu Vecchiu je nuraški nagrobni spomenik v bližini Arzachene na severu Sardinije in izvira iz bronaste dobe. Najdišče je sestavljeno iz stele, kamnitih megalitov in galerijskega groba ter je eden večjih grobov nuraških velikanov na otoku. Nuragi La Prisgiona je v bližini.

## Zgodovina
Najdišče je leta 1966 izkopala Editta Castaldi. Med najdenimi artefakti so bile ponve, sklede in krožniki z okrasjem kulture trakaste keramike, pa tudi vaze z upognjenimi vratovi in fragmenti vaz zgodnje nuraške kulture Bonnanaro, kar nakazuje, da je bil spomenik zgrajen zgodaj v nuraškem obdobju ok. 1800–1600 pred našim štetjem.
Zdi se, da je bil Coddu Vecchiu prvotno sestavljen iz ciste, ki so jo razširili v srednji bronasti dobi ok. 1800–1600 pr. n. št. in pokrita z galerijskim grobom in okrašeno stelo s portalnim kamnom in megaliti, značilnimi za grobove velikanov. Kamnito preddverje je sestavljeno iz enajstih granitnih kamnov, razporejenih v polkrogu in meri približno 12 metrov. Obstaja hipoteza, da je bila polkrožna razporeditev kamnov morda poskus izkoriščanja telurskega toka granita za pomlajevalne namene. Osrednja stela je visoka približno 4 metre) in vsebuje vhod v grobnico. Galerijski grob se razprostira za preddverjem, meri približno 10 metrov) in je bil verjetno nekoč pokrit s tumulusom.
Zgornji del stele je nekoč vzel lokalni kmet in jo uporabil kot plug, a so jo kmalu našli in postavili na svoje mesto v spomeniku. Coddu Vecchiu je med najbolje ohranjenimi velikanovimi grobovi in je še naprej priljubljena turistična atrakcija.

## Gallery
- Stela je sestavljena iz dveh velikih kamnov, izklesanih v reliefu in vsebuje vhod v grobnico
- Megaliti preddverja tvorijo polkrog
- Pogled na galerijski grob z zadnje strani
- Notranjost galerijskega groba
- Notranjost galerijskega groba
- 3D model, kako je mesto morda nekoč izgledalo